# Pierreodendron
Cet article concerne le genre Pierreodendron Engl., 1907. Pour le genre Pierreodendron A.Chev., 1917, voir Letestua.
Genre
Pierreodendron est un genre de plantes de la famille des Simaroubaceae.

## Liste d'espèces
Selon Catalogue of Life (8 août 2020) :
- Pierreodendron kerstingii (Engl.) Little

Selon Tropicos (8 août 2020) (Attention liste brute contenant possiblement des synonymes) :
- Pierreodendron africanum (Hook. f.) Little
- Pierreodendron durissimum A. Chev.
- Pierreodendron grandifolium Engl.
- Pierreodendron kerstingii (Engl.) Little